# Panceta

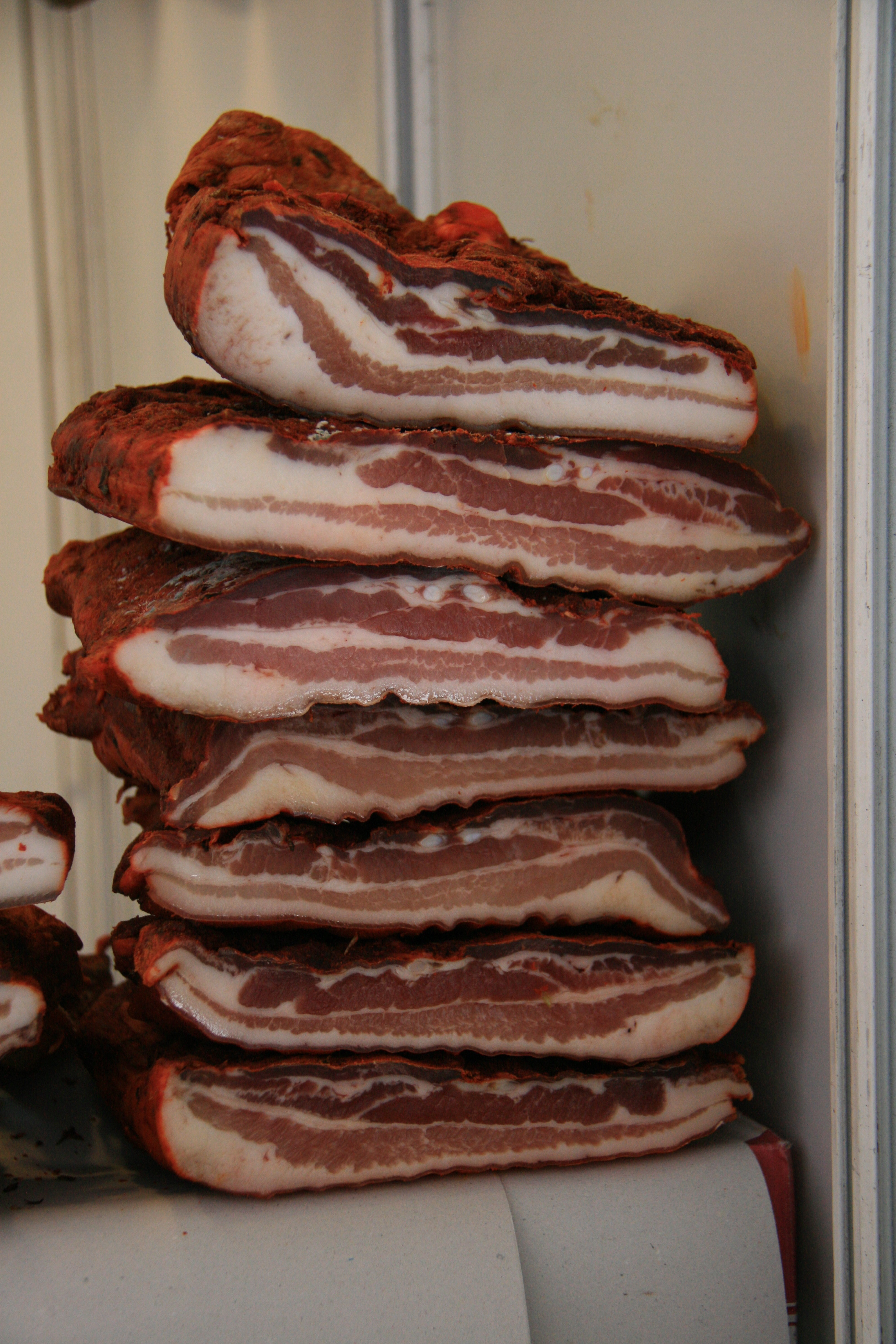
Pilas de panceta.

Representación esquemática de un cerdo: la panceta se suele obtener de la parte ventral (2).

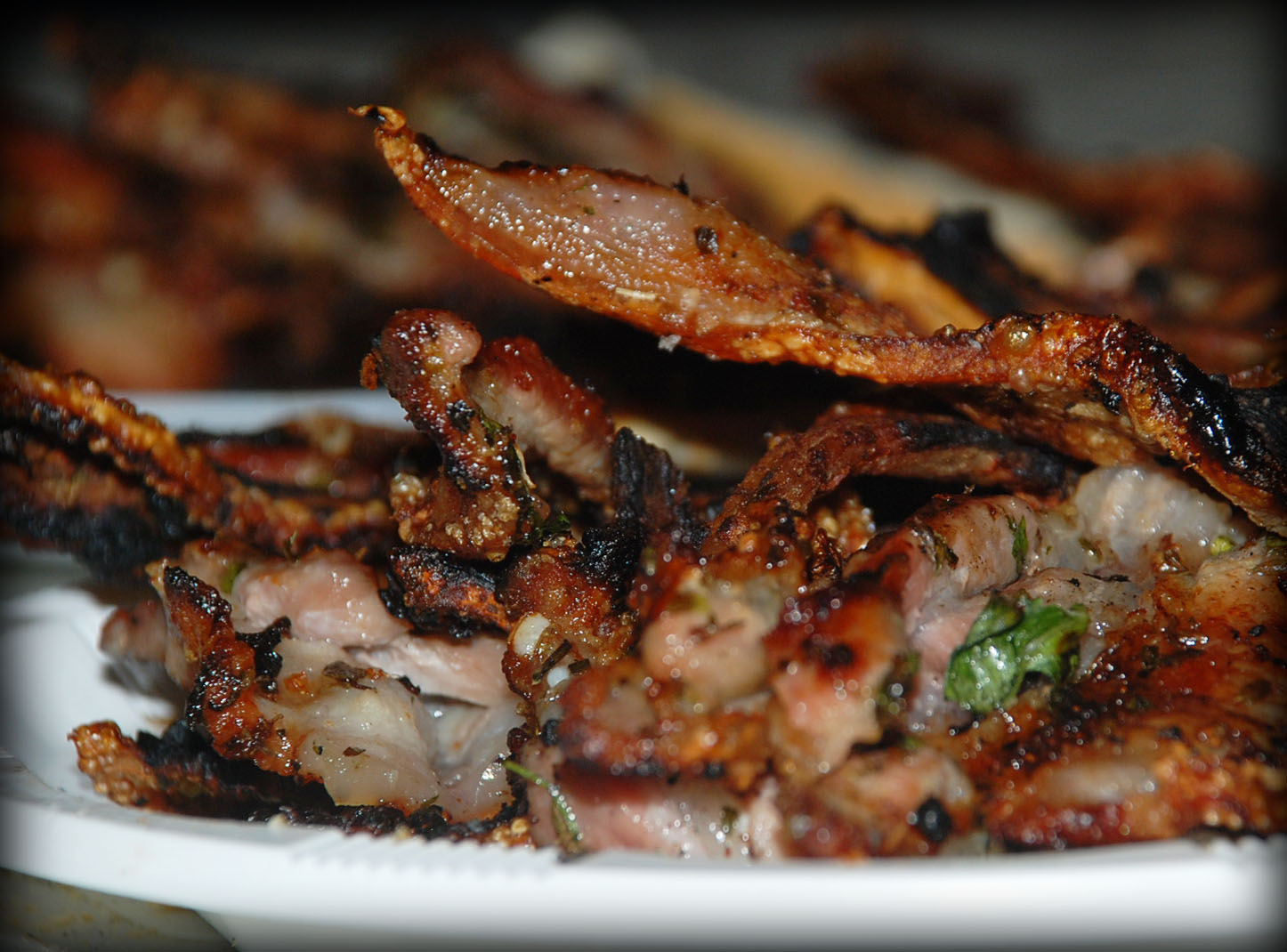
Panceta adobada y asada al fuego, típica de celebraciones y festividades populares en la Meseta Norte española.

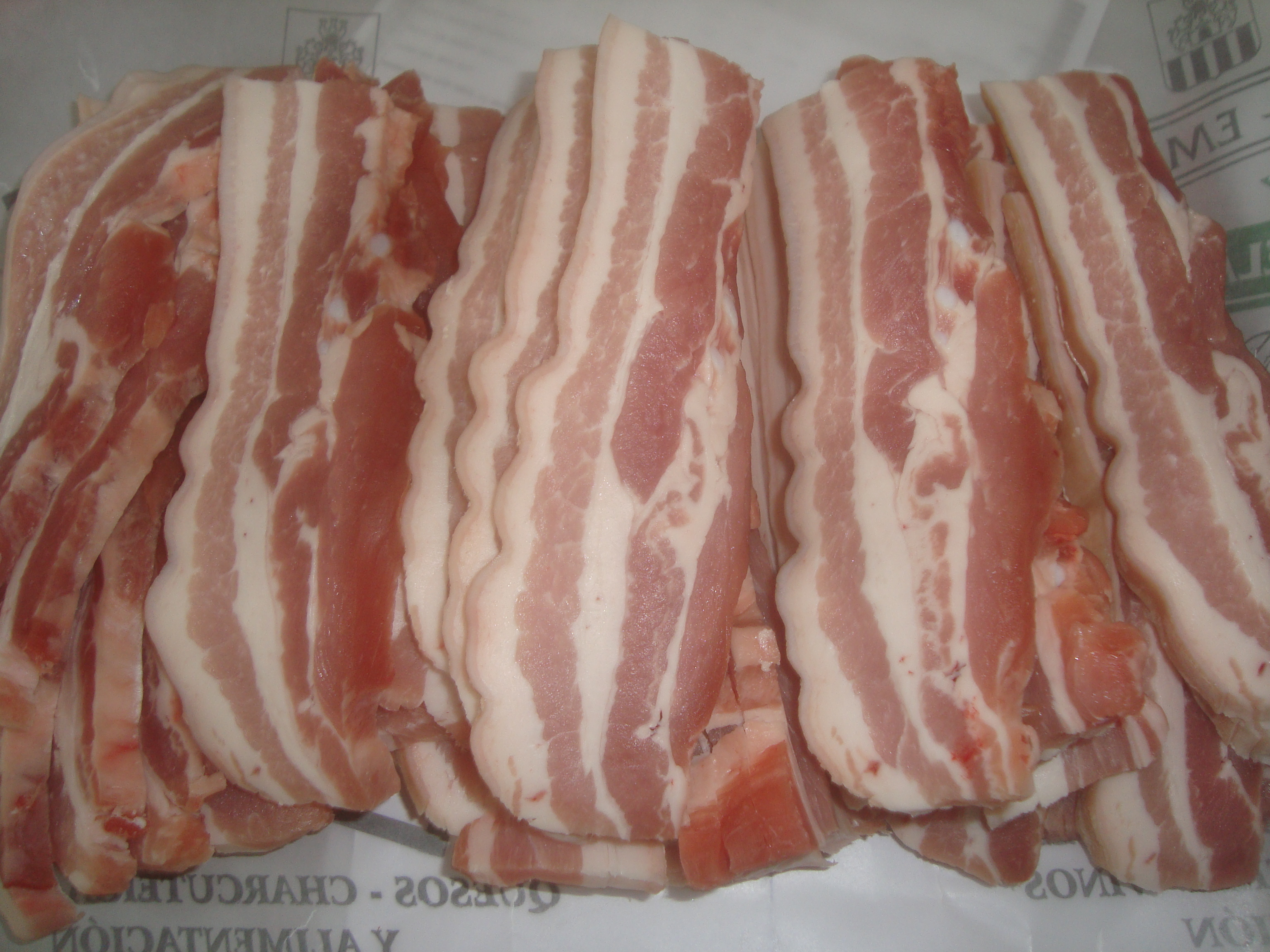
Panceta fresca de cerdo para cocinar a la brasa (Castellón, España).

La panceta, también conocida dependiendo del contexto como tocino o tocineta, es un producto cárnico que comprende la piel y las capas que se encuentran bajo la piel del cerdo, específicamente de los músculos ventrales (de ahí el nombre de «panceta»). Está compuesta por piel y tejido adiposo subcutáneo entreverado de carne magra (de ahí que también se denomine «tocino entreverado» o «tocino de veta»). 
Es también conocido como bacon, término derivado de la voz inglesa bacon, esta  a su vez del francés bacon y esta del latín medieval baco, -onis, y usados en España para referirse sobre todo a la panceta ahumada. En Hispanoamérica, en algunos países se le llama directamente tocino cuando contiene más tejido graso y tocineta cuando contiene más magro.

## Procesos de conservación
El tocino con destino a la alimentación es sometido a una serie de procesos simples que se describen a continuación. La hoja de tocino está limitada por cuatro cortes que le dan forma rectangular: uno superior, a lo largo del espinazo, otro inferior, del pecho y el vientre, otro anterior, que sigue el borde de la paletilla y termina en la punta del esternón, y el último o posterior, que sigue el borde del jamón o pernil hasta alcanzar la barbilla.
Las hojas de tocino se dividen después en porciones que reciben el nombre de la región anatómica correspondiente: tocino de lomo o de espinazo, tocino ventresco o magroso, tocino de papada, etc., de diferente valor comercial o aprovechamiento industrial. Recortada la hoja entera o dividida en trozos (espinazo ventresco, etc.), se procede a su tratamiento para conservar y aumentar el sabor del producto. Todo tratamiento va precedido de una ligera desecación u oreo. Los tratamientos más habituales son:
- Salazón
- Adobo
- Ahumado (combinado con uno de los anteriores)
- Fritura parcial y conservación en manteca
- Fritura total y conservación en seco

### Salazón

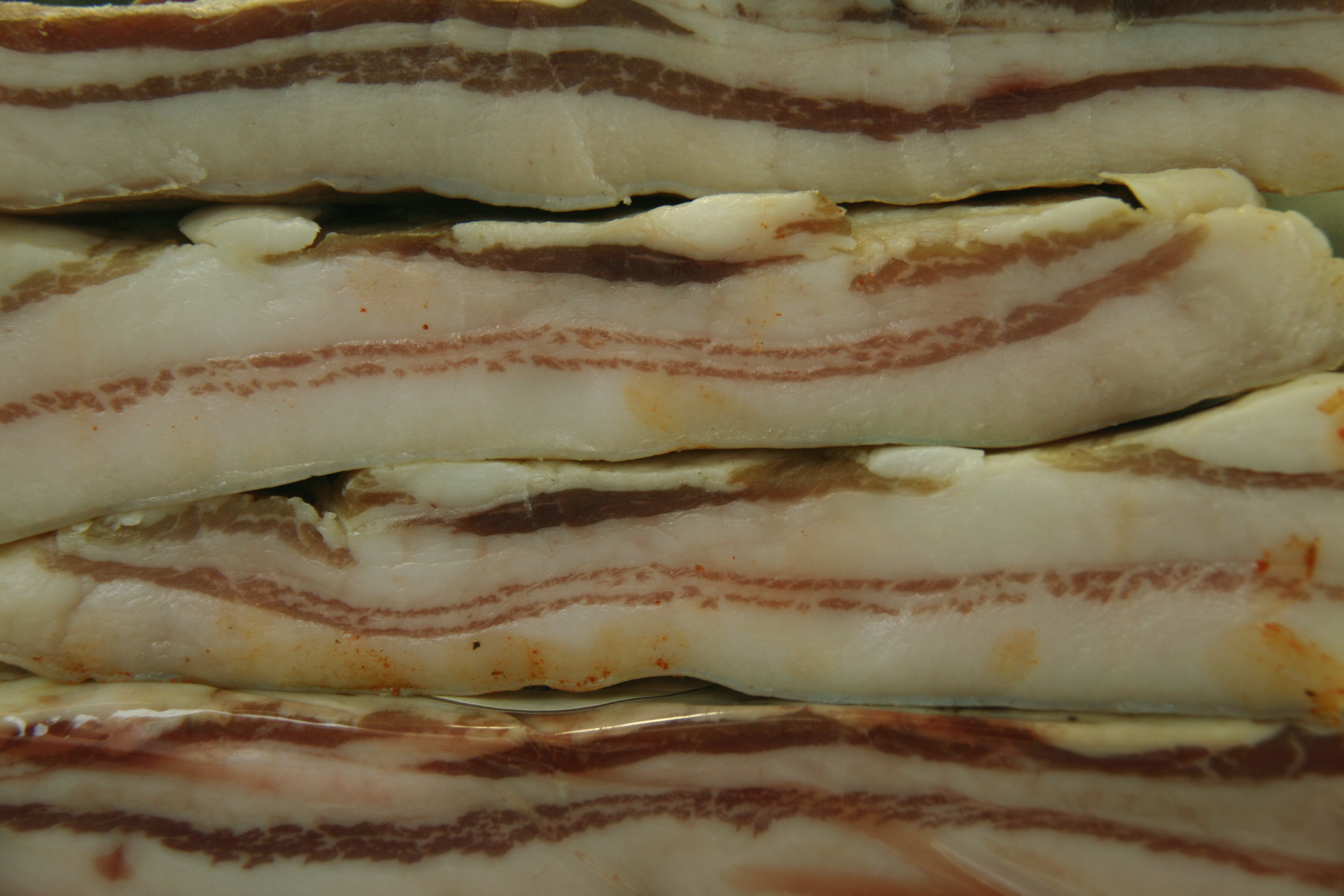
Tocino ibérico en salazón.

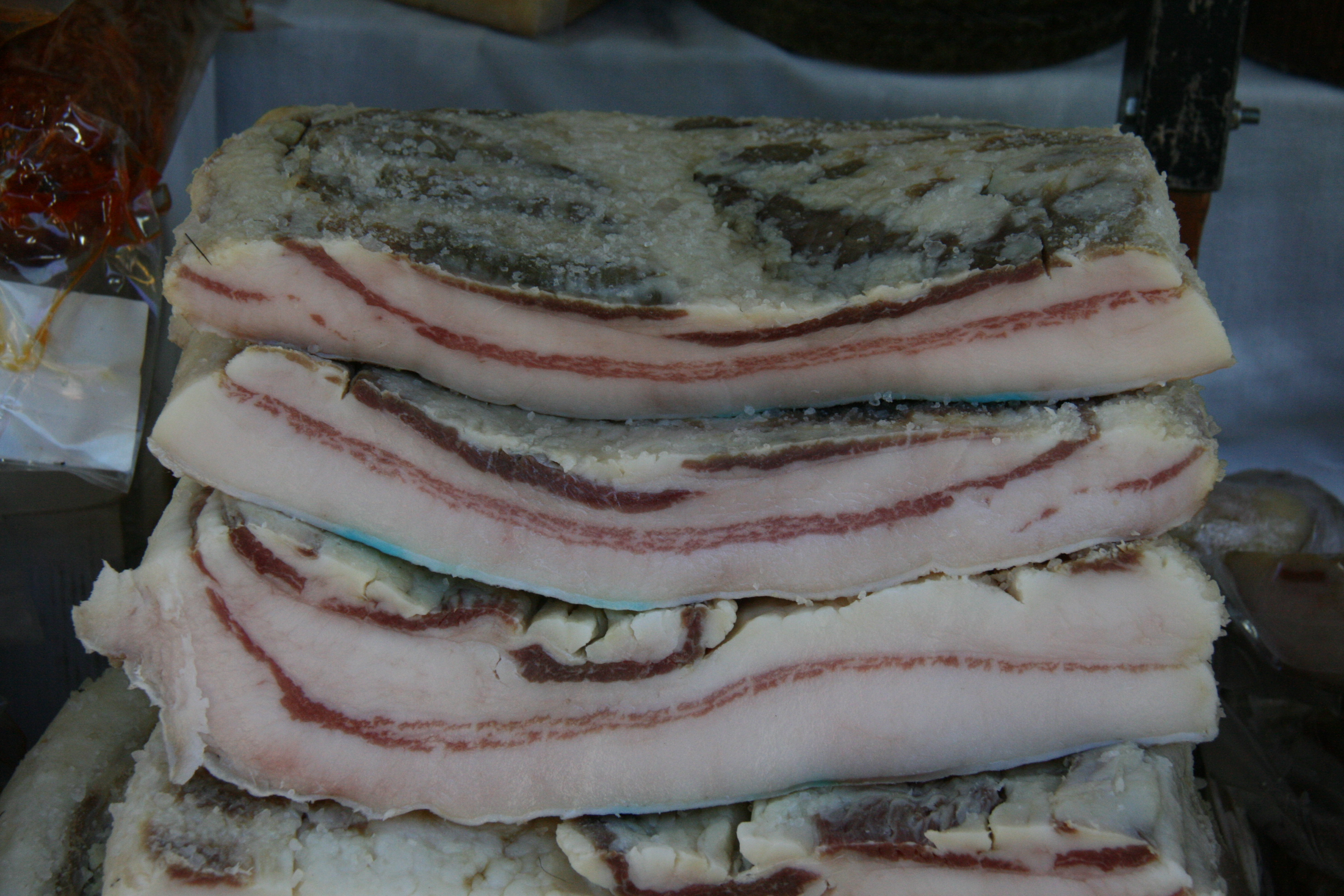
Tocino con corte entreverado.

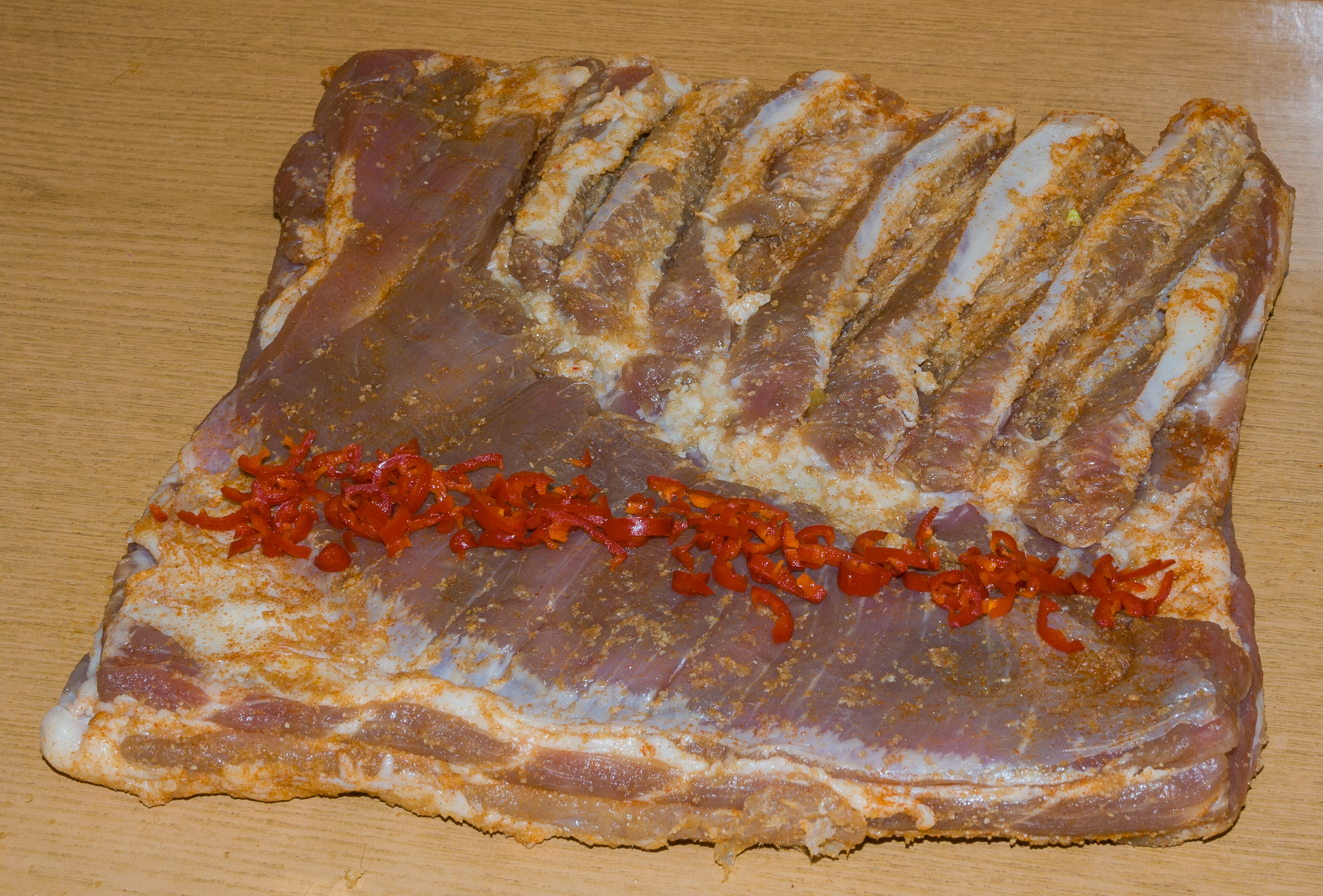
Preparación del boczek a base de panceta, típico en Polonia.

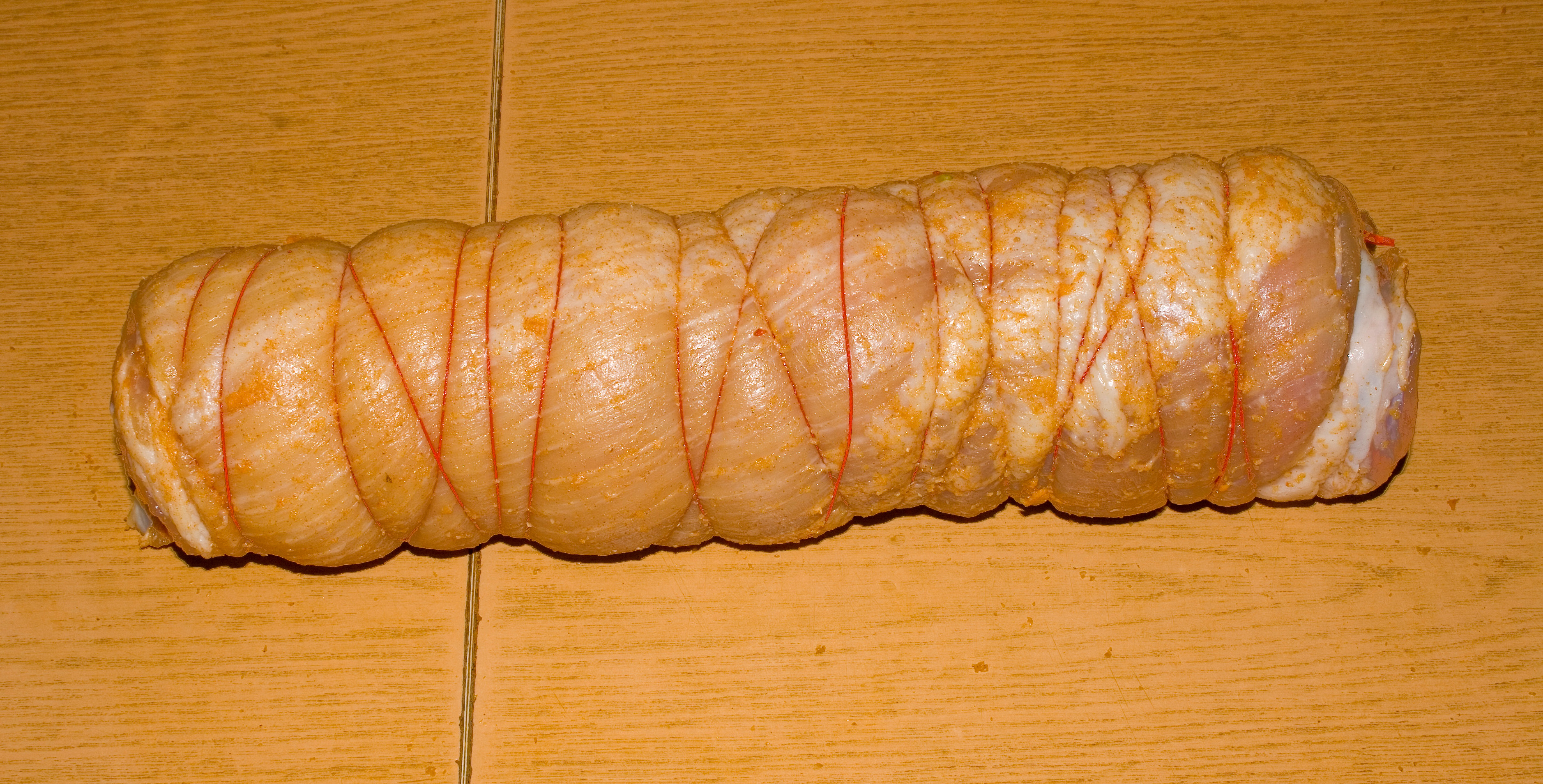
Boczek enrollado antes de ponerse en el horno.

La salazón del tocino se hace en seco, utilizando tan solo sal gorda. En la matanza tradicional suele hacerse junto con la salazón de los jamones para la elaboración de jamón serrano.
Las fases que se siguen en la salazón del tocino son:
1. Frotado con sal sobre las dos caras de las hojas
2. Apilado de las hojas en el saladero, bien cubiertas de sal y presionadas con pesos
3. Salazón durante 8-10 días, ya que el tocino se satura con muy poca sal
4. Conservación en locales oscuros, frescos y limpios, pues los mayores enemigos del tocino son la luz y los insectos

### Adobo
El adobo del tocino se realiza mediante el baño en adobo y posterior desecación. En la matanza tradicional suele hacerse junto con el adobo de piezas de carne.
Las fases que se siguen en el adobo del tocino son:
1. Sumergido de las piezas de tocino en el adobo (agua, sal, pimentón, orégano y otras especias según gusto)
2. Mantenimiento sumergido durante 8-10 días
3. Sacado del adobo y colgado para su secado y curado
4. Conservación al aire o en botes de cristal, más recientemente, también se conserva al vacío. Siempre en locales oscuros, frescos y limpios

### Ahumado
Proceso realizado con el humo, para la conservación de muchos productos alimentarios.

### Fritura
Consiste en el proceso de sumergir el producto en diferentes tipos de aceites calentados a altas temperaturas durante un poco tiempo. Por lo general en el caso de la panceta no se suele emplear ningún tipo de lípidos (aceites  o mantequilla) ya que se suele freír en su propia abundante grasa.

## Contenido en nutrientes
El beicon es una  fuente de ciertos nutrientes, ya que contiene proteínas, vitamina A, vitaminas del complejo B, calcio, magnesio, fósforo, potasio, selenio y colina. Cien gramos de beicon proporcionan una ingesta del 89% de la recomendación diaria de selenio. La grasa contenida en el beicon es del tipo saturado. Cuando se ahuma, el beicon contiene una cantidad significativa de sodio, así como nitratos y nitritos.

## Productos similares no elaborados con cerdo
Como el tocino procede del cerdo, algunas personas que profesan ciertas religiones no lo consumen. En algunas culturas y religiones (como el Islam y el judaísmo), comer cerdo puede considerarse "impuro". Por ello, se elaboran otros productos similares con pavo o pollo. El beicon de pavo y el de pollo suelen contener la mitad de grasa que el de cerdo.

## Alrededor del mundo

### Alemania

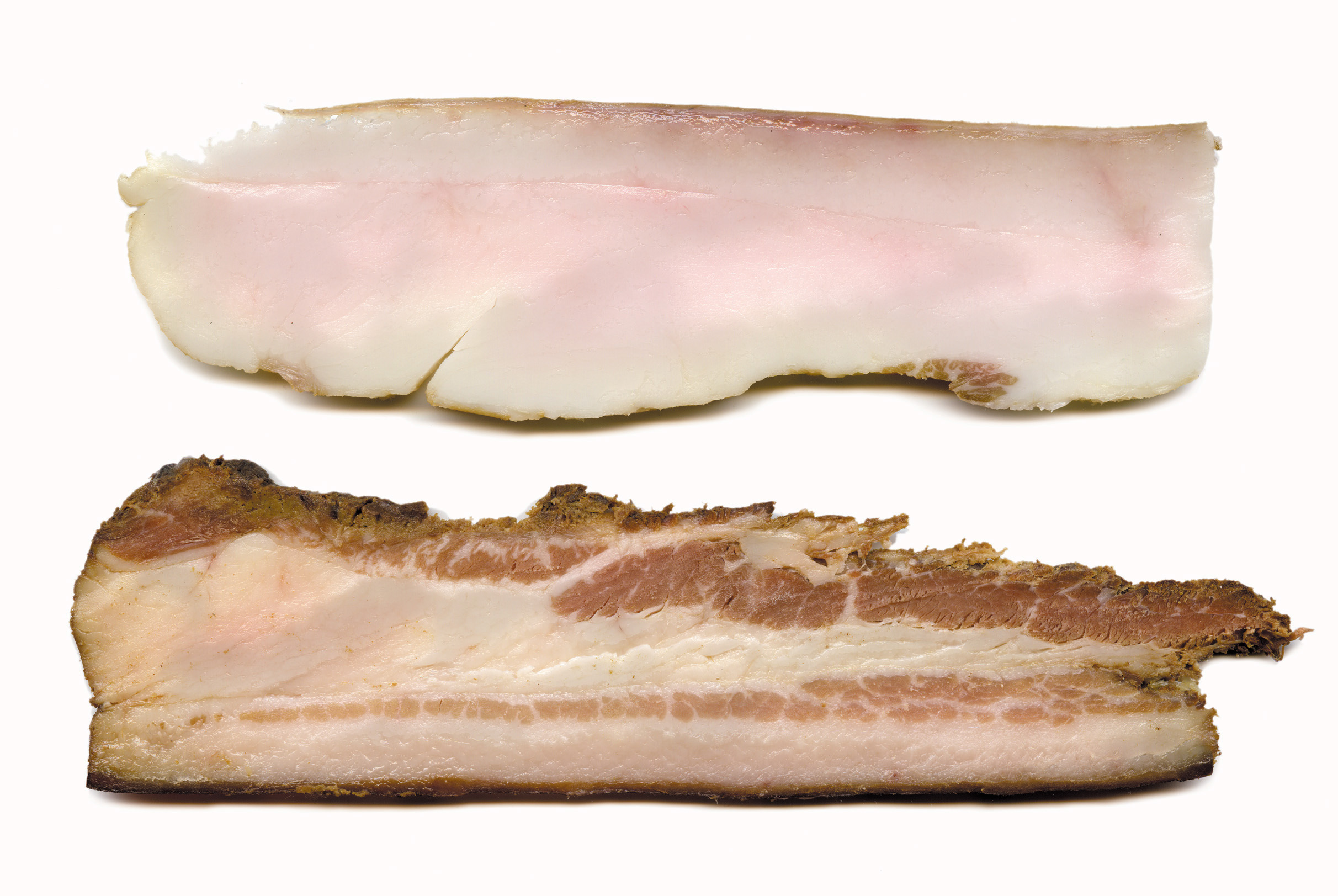
Speck alemán, un corte de lomo o panza de cerdo salado, ahumado y asado que se utiliza como embutido.

Algunos de los significados del beicon se solapan con el término alemán Speck. Los alemanes utilizan el término beicon explícitamente para el Frühstücksspeck ("Speck de desayuno"), que son lonchas de cerdo curadas o ahumadas. Los embutidos tradicionales alemanes prefieren el jamón al beicon, aunque el Wammerl (panceta de cerdo a la parrilla) sigue siendo popular en Baviera.
Los pequeños cubos de tocino (llamados Grieben o Grammerln en Austria y el sur de Alemania) han sido un ingrediente bastante importante de varios platos del sur de Alemania. Se utilizan para dar sabor a sopas y ensaladas y para las albóndigas de Speck y diversos platos de fideos y patatas. En lugar de prepararlos en casa a partir de lonchas más grandes, últimamente se venden ya preparados como alimentos precocinados como Baconwürfel ("cubos de tocino") en las tiendas alemanas.

### Australia y Nueva Zelanda
La forma más común que se vende es el tocino medio, que incluye parte de la sección rayada y grasosa del tocino lateral junto con una porción del lomo del tocino trasero. En respuesta a la creciente conciencia dietética de los consumidores, algunos supermercados también ofrecen sólo la sección de lomo. Se vende como tocino de corte corto y suele tener un precio ligeramente superior al del tocino medio. Ambas variedades suelen estar disponibles sin corteza.

### Canadá

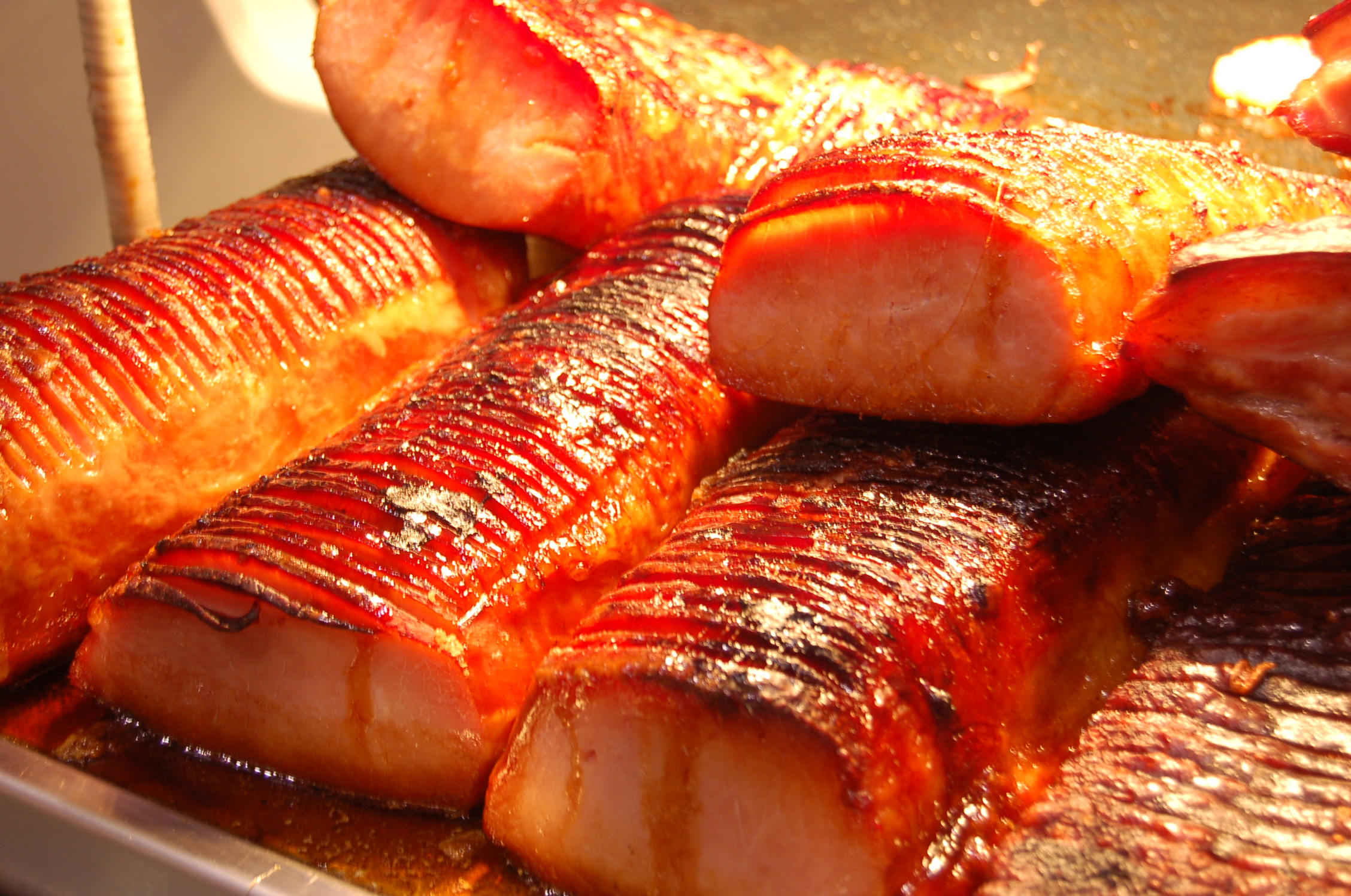
Tocino peameal asado con glaseado de arce en el mercado de St. Lawrence en Toronto, Ontario, Canadá.

En Canadá, el término beicon en sí mismo suele referirse al tocino de costado. El tocino de lomo al estilo canadiense es un corte magro del ojo del lomo de cerdo con poca grasa circundante. El tocino peameal es un tocino de lomo sin ahumar, curado en húmedo y recubierto de harina de maíz finamente molida (históricamente, se enrollaba en harina de guisantes secos, peameal); es popular en el sur de Ontario. La panceta se consume a menudo en los desayunos, por ejemplo con huevos cocidos o tortitas. En Canadá, el sirope de arce se utiliza a menudo como aromatizante para curar el beicon.

### Estados Unidos
El término beicon en sí mismo suele referirse al beicon de costado, que es el tipo de beicon más popular que se vende en Estados Unidos. El tocino de lomo se conoce como "tocino canadiense" o "tocino al estilo canadiense", y suele venderse precocinado y en rodajas gruesas. Los beicons estadounidenses incluyen variedades ahumadas con leña de nogal americano, mezquite o manzano y aromatizadas con arce, azúcar moreno, miel o melaza.  Un bacón de lomo sin cortar se conoce como "slab bacon".
La normativa del USDA sólo reconoce el beicon como "curado" si ha sido tratado con nitritos o nitratos  (por ejemplo, nitrato de sodio o nitrato de potasio). Esto significa que el tocino curado con nitritos derivados del apio o de la remolacha concentrados (que tiene el mismo resultado químico) debe etiquetarse como "no curado" e incluir un aviso como "sin nitratos ni nitritos añadidos, salvo los que se encuentran de forma natural en el apio". También se vende tocino no curado con nitritos de cualquier origen.
Es típico emplearlo en las hamburguesas y algunos sándwiches.

### Italia
El guanciale es un tocino ahumado y secado al aire, originario del Lacio y regiones adyacentes de Italia, que se elabora a partir de la cocción de las carrilleras de cerdo.
Dos variedades están protegidas en la lista de productos tradicionales y típicos de la región del Lacio.
- El guanciale amatriciano se produce en los municipios de Amatrice y Accumoli y se madura de uno a tres meses. Se condimenta con pimienta negra o peperoncino.[14]
- El Guanciale dei Monti Lepini se elabora a partir del tocino de cocción de la rara especie de Nero dei Monti Lepini.

El guanciale suele cortarse en tiras o cubos y freírse como ingrediente de cocina, por ejemplo para los spaghetti all'amatriciana, los spaghetti alla carbonara o el fave col guanciale, un plato tradicional a base de habas y tocino. El guanciale puede sustituirse por la pancetta, que se elabora a partir de la panceta del cerdo. El guanciale tiene un mayor contenido en grasa, alrededor del 70% frente al 50% de la panceta, y un sabor más intenso.
En Ploaghe (Cerdeña) se elabora una variante ahumada del guanciale; los cerdos utilizados son un cruce entre jabalíes y cerdos criados en libertad.

### Japón
En Japón, el beicon (ベーコン) se pronuncia "bēkon". Se trata de carne de panceta curada y ahumada como en Estados Unidos, y se vende en tamaños normales o de media longitud. El beicon en Japón se diferencia del de Estados Unidos en que la carne no se vende cruda, sino procesada, precocinada y con una consistencia similar a la del jamón cuando se cocina. La panza de cerdo sin curar y cortada en rodajas, conocida como bara (バラ), es muy popular en Japón y se utiliza en una gran variedad de platos (por ejemplo, yakitori y yakiniku).

### Reino Unido e Irlanda
El tocino trasero es la forma más común en el Reino Unido e Irlanda, y es el significado habitual del término llano "bacon". Una loncha fina de beicon se conoce como rasher; alrededor del 70% del beicon se vende como rashers. También existen cortes traseros muy recortados que consisten sólo en el ojo de la carne, conocidos como medallones. Todos los tipos pueden estar sin ahumar o ahumados. El corte lateral normal en Estados Unidos se conoce como "streaky bacon", y también hay un corte largo, que se curva sobre sí mismo, conocido como "middle bacon", que es tocino de lomo en un extremo, y streaky en el otro, así como cortes menos comunes. El tocino también se vende y se sirve en forma de articulaciones, normalmente hervidas, asadas o a la parrilla, o en rodajas más gruesas llamadas chuletas o filetes. Estos se suelen consumir como parte de otras comidas.
El tocino puede curarse de varias maneras, y puede ser ahumado o sin ahumar; el tocino sin ahumar se conoce como "tocino verde" ("green bacon"). Las lonchas de tocino fritas o a la parrilla se incluyen en el desayuno completo "tradicional". Los sándwiches de beicon caliente son un plato popular en los cafés del Reino Unido e Irlanda y se recomiendan anecdóticamente para recuperarse de una resaca.
La panceta se sirve a menudo con huevos y salchichas (o jamón) como parte del llamado "desayuno inglés completo".

### Venezuela
Si bien en la gastronomía venezolana es poco frecuente su uso, es posible emplearlo en muchos platos, entre ellos el típico pan de jamón consumido en época navideña. Por lo demás, se corresponde con platos alóctonos influidos por la gastronomía estadounidense.